# Bernhard Wessel (Fußballspieler)
Bernhard Wessel (* 20. August 1936 in Sendenhorst; † 25. Juni 2022) war ein deutscher Fußball-Torwart. Mit Borussia Dortmund gewann er im Jahr 1963 die deutsche Fußballmeisterschaft und 1965 den DFB-Pokal.

## Karriere
Über die Stationen SG Sendenhorst und TSG Rheda kam der 1,75 m große Torhüter im Jahr 1959 als Torwart der Westfalenauswahl zum Oberligisten Borussia Dortmund. In der Saison 1961/62 debütierte der sprunggewaltige „Flieger“ unter dem neuen Trainer Hermann Eppenhoff in der Fußball-Oberliga West. Am 10. September 1961 vertrat er beim 4:1-Heimerfolg gegen Alemannia Aachen den Stammtorhüter Heinrich Kwiatkowski. Wessel absolvierte zwölf Oberligaspiele und der BVB landete auf dem achten Rang. Im letzten Jahr der alten erstklassigen Fußball-Oberliga, 1962/63, erreichten die Schwarz-Gelben hinter Serienmeister 1. FC Köln die Vizemeisterschaft und zogen damit wieder in die Endrunde ein. In der Liga hatte Kwiatkowski aber mit 22 Einsätzen eindeutig die Stammposition innegehabt.
Der WM-Teilnehmer der Turniere 1954 und 1958 stand auch am 25. Mai 1963 beim ersten Endrundenspiel bei der 2:3-Niederlage beim Südmeister 1860 München im Tor der Westfalen. Danach schlug aber die Stunde von Wessel. In den fünf folgenden Gruppenspielen gegen Borussia Neunkirchen, Hamburger SV und im Rückspiel am 22. Juni gegen die von Ex-Trainer Max Merkel angeführten Münchner „Löwen“ (4:0-Heimsieg) vertraute Eppenhoff auf die Form von Wessel. Mit 9:3 Punkten zog Dortmund in das Finale am 29. Juni in Stuttgart gegen den Westmeister aus Köln ein. Überraschend setzte sich Dortmund mit 3:1 Toren durch, und die BVB-Defensive hatte in der Formation mit Torhüter Wessel, dem Verteidigerpaar Wilhelm Burgsmüller und Lothar Geisler sowie der Läuferreihe mit Dieter Kurrat, Wolfgang Paul und Helmut Bracht gehörigen Anteil am Gewinn der deutschen Meisterschaft. Im DFB-Pokal wurden Wessel und Kollegen erst im Endspiel am 14. August 1963 in Hannover gegen den Hamburger SV durch eine 0:3-Niederlage am Double gehindert. Insgesamt absolvierte Wessel von 1961 bis 1963 beim BVB 20 Oberliga- und sechs Endrundenspiele.
Zwischen 1963 und 1969 bestritt Wessel 87 Bundesligaspiele für Borussia Dortmund. In den ersten drei Bundesligajahren mit Borussia Dortmund stand er im Schatten des Nationaltorwarts Hans Tilkowski und spielte nur gelegentlich. Nachdem Tilkowski zu Eintracht Frankfurt gewechselt war, kam Bernhard Wessel in den letzten zwei Jahren seiner Karriere häufiger zum Einsatz.
In der Saison 1964/65 hatte Bernhard Wessel aber wesentlichen Anteil am Dortmunder DFB-Pokalsieg 1965, obwohl er im Finale nicht spielte. Er hütete zuvor in jeder Runde das Tor und wurde im Finale gegen Alemannia Aachen von Hans Tilkowski vertreten. Die ersten Erfahrungen im Europapokal sammelte Wessel in der Saison 1963/64 bei seinen zwei Spielen in der ersten Runde gegen Lyn Oslo. Beim Erfolg von Borussia Dortmund im Europapokal der Pokalsieger 1965/66 hütete er beim 8:0-Heimerfolg gegen La Valletta und beim 3:0-Heimsieg im Achtelfinalhinspiel gegen ZSKA Sofia das Tor.
Sein letztes Bundesligaspiel bestritt Wessel in der Saison 1968/69 am 8. Februar 1969 bei der 0:2-Auswärtsniederlage gegen den Hamburger SV. Er hatte nochmals 14 BL-Spiele absolviert und der neue Konkurrent Klaus Günther hatte 24 Spiele im Gehäuse bestritten. Der BVB rettete sich knapp auf dem 16. Rang vor dem Abstieg und hatte dazu mit Oswald Pfau (bis 16. Dezember 1968), Helmut Schneider (17. Dezember 1968 bis 17. März 1969) und ab dem 21. März Hermann Lindemann drei Trainer benötigt.

## Nach der Karriere
Aufgrund einer langwierigen Leistenverletzung beendete Wessel mit 32 Jahren seine Karriere und arbeitete als Angestellter bei Hoesch. Außerdem agierte er als Trainer bei diversen Amateurvereinen in der Nähe von Dortmund und im Sauerland. Den TuS Neuenrade führte er bis ins Viertelfinale der Deutschen Amateurmeisterschaft und beim VfL Schwerte bildete er Wolfgang Kleff aus – später Nationalkeeper und Meistertorwart von Borussia Mönchengladbach. Später arbeitete er auch als Tennislehrer.
Wessel lebte in Boppard. Er starb im Juni 2022 im Alter von 85 Jahren.